# Xã Farmington, Quận Walsh, Bắc Dakota
Xã Farmington (tiếng Anh: Farmington Township) là một xã thuộc quận Walsh, tiểu bang Bắc Dakota, Hoa Kỳ. Năm 2010, dân số của xã này là 176 người.